# 白敦仁
白敦仁（1918年1月21日:93—2004年5月21日:110），字梅盫，一字梅崦，齋號水明樓，四川成都人。中國古典文學研究家、校勘學家。中華民國大陸時期就讀於成都縣立中學（今成都市第七中學）、四川大學中文系及華西協合大學中文系。先後執教於華西協合大學、成都縣立中學、成華大學、波蘭華沙大學、成都師範學院及成都大學，曾受聘於四川省社會科學聯合會、成都杜甫研究會（今四川省杜甫學會）及四川省李白研究會。於北宋詩人陳與義、清代中葉詩人鄭珍及晚清詞人朱祖謀之研究用力尤深。畢生所撰專著十餘種，論文數十篇。工詩詞。

## 生平

### 中華民國大陸時期
1918年1月21日（丁巳年臘月初九日），白敦仁生於四川成都。祖籍順天府通州（今北京市通州區），因自高祖父白汝衡宦遊成都，白家遂定居該處。白氏幼承庭訓，5歲入家辦私塾，始習四書五經、《古文觀止》等典籍。1929年，考入成都縣立第一小學，兩年後畢業，升讀成都縣立中學。1936年，與數名高中同學如雷履平等共結舊體詩詩社「春吟社」，後改名「樸社」，開始舊體詩詞創作；同年高中畢業。:93-94
1937年，白敦仁考入四川大學中文系，先後師從龔向農、祝屺懷、林山腴、向宗魯、李培甫、龐石帚等教授。翌年，因不願參與軍閥所組織的軍訓而向校方請假，但不果，遂休學。期間繼續自學，習《毛詩》、《儀禮》、《莊子》等書。同年又曾與知交雷履平和鍾樹梁合刻詞集《焦桐集》。1939年8月，於四川大學復學。當時校方因躲避第二次中日戰爭中日軍飛機轟炸，而將校址遷往峨眉山，同年白氏於該地撰成《古今注校注》及《石渠禮記疏證》（今二書俱不存）。1940年8月，轉往華西協合大學中文系就學，專攻《三禮》，並對鄭珍詩及朱祖謀詞產生濃厚興趣，遂開始箋注相關作品。1942年，於華西協合大學中文系畢業，畢業論文題為《釋食》，獲導師李培甫給予100分滿分。畢業後，白氏獲時任中文系系主任龐石帚推薦，於華西協合大學留任該系助教，並於成都南虹藝專兼任國文教師。1943年，華西協合大學爆發學潮，反對聞宥出任中文系系主任，更引發系內全體教職員辭職，當中包括白氏，並發表宣言反對外國人干涉中國學術。同年8月，到位於青城山的成都私立蔭唐中學任職國文教師。白氏亦開始對京劇抱有興趣，曾跟隨為京劇票友的父親到成都著名票社「己巳友集」觀賞及學唱京劇。:69-70:94-96
1944年，華西協合大學國學研究所成立，2月該所聘任白敦仁為助理研究員，然而其並無執行具體工作。同年，經雷履平介紹，到成都縣立中學任教。1945年至1946年間，曾先後於成都縣立中學、成都縣立女子中學、建中會計學校、成都私立南薰中學、天府中學、私立濟川中學等學校兼任國文教師。其時又對川劇產生興趣，曾加入成都著名川劇票社「娛閒社」，更曾與當時成都教育界中愛好川劇的人士組織票社「吹萬友集」，並經常以藝名「遣有涯齋主人」於川劇劇院中票戲，著名川劇演員陽友鶴亦時有客串:71。1947年至1949年間，白氏經龐石帚介紹，於成華大學中文系先後擔任兼職教師及專職講師，開設「大一基本國文」、「歷代文選」、「中國通史」等課程，並開始箋注朱祖謀詞集《彊村語業》；期間仍於成都縣立中學等校任教。:96-97

### 中華人民共和國時期
1949年10月1日，中華人民共和國成立。自1950年起，白敦仁接受思想改造。1956年，在成都市第七中學（原成都縣立中學）任教，並獲評為「成都市優秀教師」。同年，經個人申請獲批准加入中國共產黨。1956年9月，中華人民共和國政府委派白氏前往波蘭華沙大學任教兩年，既為該大學開設「中國古代文學史」、「中國古代文選」、「中國現代文學史」等課程，亦負責協助波蘭漢學家開展中國文學研究。1957年，時任中華人民共和國國務院總理周恩來訪問波蘭，並曾於宴請中國駐波蘭大使館工作人員及中國專家代表之宴會上與白氏交談。 白氏於波蘭任教期間，曾為波蘭歷史學家、時任華沙大學教授暨文學院院長亨里克·雅布翁斯基解答有關東漢王充《論衡》的問題，雅布翁斯基後透過大使館稱許白氏為「淵博的學者」。波蘭政府後因白氏於華沙大學任教期間促進了中波兩地的學術及文化交流，將白氏任教年期由兩年延至四年，直至1960年。:97-98
1960年9月，白敦仁結束於波蘭的教學工作，並返回成都市第七中學任教，主要教授政論文及古典文學。1962年，著名教育家、時任教育部副部長葉聖陶赴四川視察訪學，並在時任四川省教育廳廳長張秀熟陪同下，到第七中學旁聽白氏課堂，葉氏其後對白氏的教學法予以肯定，並曾於《光明日報》公開表揚。同年，白氏獲成都市政府授予「成都市先進工作（生產）者」稱號，以表揚其教學表現。1963年至1965年間，在成都市教育局安排下，多次舉辦講座，向市內各中學教師分享教學經驗。1966年，文化大革命爆發，白氏先後負上「反動學術權威」、「鄧拓式的黑幫」及「混進黨內的階級異己分子」等指控。「破四舊」時，白氏遭抄家，所藏數千冊典籍遭中學造反派沒收，其教職遭停止之餘，平日行動亦受限制，並被命令打掃第七中學校園及廁所。1967年，白氏繼續於第七中學接受批鬥，同時仍以打掃校園為主要職責。1968年，遭趕進「牛棚」，既失去人身自由，亦遭扣薪，僅獲發基本生活費。1969年，從牛棚獲釋，並獲補發部分工資及歸還少量被查抄書籍，同年於第七中學恢復教授語文課，並擔任班主任。1973年至1974年間，曾帶領第七中學學生上山下鄉。1975年9月，從第七中學調往成都師範學院任教，並開始著手編撰《陳與義年譜》及整理四川大學先師龐石帚之遺著。1977年，恢復以普通高考招生，成都師範學院乃招收漢語言文學及數學兩個「高師班」，白氏則負責組織漢語言文學高師班的教學工作。:98-100
1979年，成都師範學院高師班併入於1978年12月成立的成都大學，白敦仁遂亦調入成都大學，擔任大學師範部中文科科主任，並始教授古典文學及現代文學課程。:101-102 6月，獲成都市政府授予「1978年度成都市先進工作（生產）者」:43。9月，赴北京為大學購置圖書，期間兩訪作家及文學研究家錢鍾書以探討學術問題。同年，開始箋注《陳與義集》。:102-103 1980年，到位於成都市青羊區的杜甫草堂參與成立成都杜甫研究會並任職該會顧問，此後多年均有參加杜甫學術年會；同年5月獲成都市政府評為「1979年度成都市先進工作（生產）者」。:44:102-103 1981年1月6日，獲成都市委授予「1980年度優秀共產黨員」稱號。3月，升任成都大學副教授。:44 1982年5月29日，獲選為第九屆成都市人大代表。7月1日，獲成都市委授予「1981年度優秀共產黨員」稱號。:45 1983年，成都大學師範部中文科改組為中文系，白氏乃獲任命為該系創系系主任，並負責教授古典文學課程:104。9月12日，獲評為「四川省勞動模範」:45。同年所撰《陳與義年譜》出版。1984年2月18日，獲成都市政府授予「1982、83年度成都市勞動模範」稱號。10月12日，獲選為四川省科學聯合會理事。12月19日，《陳與義年譜》獲頒四川省哲學社會科學科研成果二等獎。:46-47 1985年，開始箋注鄭珍《巢經巢詩鈔》:104。1987年3月28日，升任成都大學中文系正教授。7月1日，第三度獲成都市委授予「優秀共產黨員」稱號。10月20日，當選為四川省李白研究會副會長。:51-52
1990年，白敦仁從成都大學中文系退休，後獲大學返聘並繼續進行研究工作。校方為其召開「白敦仁執教五十周年慶祝會」，與會者包括四川大學楊明照、張志烈、曾棗莊、唐正序；四川師範大學屈守元、王仲鏞、王文才、郭君恕、湯炳正、劉君惠；西南財經大學劉成金等學者，以及作曲家兼白氏胞弟白誠仁。同年，《陳與義集校箋》出版。1995年，自費萬餘元為先師龐石帚編印其遺著《養晴室遺集》。翌年，《巢經巢詩鈔箋注》付梓。1997年，白氏詩詞作品輯成《水明樓詩詞集》出版。2002年，經三易其稿，《彊村語業箋注》正式出版。:105-110:240

### 逝世
白敦仁晚年偶發眩暈症狀。2004年5月21日，白氏在位於成都市金牛區紅花南路教師苑的教職員宿舍家中沐浴期間，疑因眩暈發作，不慎溺於浴盆中，搶救不及而於當日下午4時30分逝世，享壽86歲。翌日，家屬於白氏家中為其設靈。5月25日，於成都市北郊殯儀館出殯。:110

## 學術
在學術上，白敦仁主要研究興趣為宋代及清代詩詞，也是文化大革命後較早留意宋詩研究的中國大陸學者。1985年，白氏發表〈宋詩略論〉一文，按時間將宋詩分為五期並闡述各期特點，掌握了宋詩演變的實質狀態。1986年，白氏又發表了〈為開展宋詩研究進一言〉一文，強調在唐詩研究以外，學術界更應多加關注宋詩，一方面找出唐宋詩之間的傳承關係，另一方面考察後世學宋詩的情況，從而研究宋詩本身在中國文學中的影響，包括其如何影響清代乃至近代詩歌。:78-79:86:63-64 有論者認為，白敦仁雖著重於探討宋代及清代詩詞，但從他畢生對三位詩人陳與義、鄭珍和朱祖謀的研究用力最勤，且在相關論著中皆主要探討及尋繹出詩人作品與杜甫詩之間的關係，仍可見白氏受杜詩影響甚深。:4-7:197-199 白氏齋號「水明樓」，亦當出自杜甫五言律詩〈月〉中首二句「四更山吐月，殘夜水明樓」，可知其鍾愛杜詩。:198 白氏不少詩詞作品亦繼承了杜甫反映時代現實的「詩史」精神，或多用杜語。:71-75
之於陳與義乃至其他宋詩名家如王安石、蘇軾及黃庭堅的研究，白敦仁特別關注他們學杜詩寫實風格的得失，從而考析宋詩與唐詩之間在現實主義方面的傳承關係。:165 其中白氏特別對陳與義其人及作品作尤其深入的研究和考述，可見白氏認為陳與義為宋人學杜詩最成功者，其詩能真正體現杜詩反映社會現實的精神。:198-199
就鄭珍而言，白敦仁曾認為他是清代中葉詩壇中，其詩既具有尚宋及宗唐、特別是學杜的特點，又有自己獨特創造而且詩情真摯的詩人。:227-230 白氏從探討陳與義詩到探討鄭珍詩的研究，構成了宋詩及其藝術風格淵源研究的論述系統，對當代宋詩研究有所助益。:199
至於朱祖謀，白敦仁透過典實詳備的考證，廣引與朱詞所涉及人、地、時、事有關的資料，探討作品與清末民初現實背景的關係，兼及詞人交遊唱和的情況，凸顯朱祖謀近於「詞史」的特點，可與杜甫「詩史」之名相合。:242-246

## 家族
白敦仁五世祖白鎔，嘉慶四年（1799年）進士，道光年間曾官至工部尚書。高祖父白汝衡，道光時廩生，曾知岳池縣、巴縣、成都縣。曾祖父白賡棣，同治十年（1871年）知成都縣。祖父白曾煦，歷知巫山縣、富順縣、仁壽縣、資陽縣等縣。父白堮，曾就讀於成都客籍學堂、成都法政學堂，為京劇及川劇票友，早逝，終年39歲。:93 弟白誠仁，作曲家，曾任中國音樂家協會常務理事。:106
1936年，白敦仁尚在就讀高中時，與其大姨父之女兒吳賡慧結婚，二人婚後恩愛甚篤。:94 吳氏於1994年12月逝世，享年82歲。:108 長女白璧，1979年7月28日因心臟病逝世。:101 次女白璜，曾任民辦中學語文教師及幼兒園教師。 子白與群。:80

## 主要著述
註：以下只列出白敦仁已出版之主要著述其主要通行版本。:79 單篇論文及遺佚之作恕未能盡錄，故不收入下列書目。
| 著作名稱           | 著者                                     | 出版社         | 出版年分 |
| ------------------ | ---------------------------------------- | -------------- | -------- |
| 《陳與義年譜》     | 白敦仁著                                 | 中華書局       | 1983年   |
| 《周邦彥詞賞析集》 | 白敦仁主編                               | 巴蜀書社       | 1988年   |
| 《陳與義集校箋》   | 陳與義著、白敦仁校箋                     | 上海古籍出版社 | 1990年   |
| 《巢經巢詩鈔箋注》 | 鄭珍著、白敦仁箋注                       | 巴蜀書社       | 1990年   |
| 《水明樓詩詞集》   | 白敦仁著                                 | 巴蜀書社       | 1997年   |
| 《彊村語業箋注》   | 朱孝臧（朱祖謀）著、白敦仁箋注           | 巴蜀書社       | 2002年   |
| 《水明樓詩詞論集》 | 白敦仁著                                 | 巴蜀書社       | 2006年   |
| 《養晴室遺集》     | 龐石帚（龐俊）著、白敦仁纂輯、王大厚校理 | 巴蜀書社       | 2013年   |

## 外部連結
- 成都大學校友工作辦公室：著名杜詩學者 白敦仁先生 （页面存档备份，存于）
- 【方志四川 記憶】王果：從前的少年 （页面存档备份，存于）